# 新场镇 (大邑县)
新场镇，是中华人民共和国四川省成都市大邑县下辖的一个乡镇级行政单位。

## 行政区划
新场镇下辖以下地区：
文昌社区、揭家村、头堰村、石虎村、桐林村、同心村、双井村和川王村。